# Championnat du circuit européen des joueurs de snooker
Le Championnat du circuit des joueurs européens (European Players Tour Championship en anglais) fut une série de tournois de snooker professionnels et de niveau classés-mineurs.

## Histoire
Etabli en 2010 par la WPBSA, la tournée se composait de six épreuves qui avaient lieu un peu partout en Europe et qui se disputaient sur plusieurs semaines (une épreuve durait trois jours).
Le circuit n'a plus été tenu la saison suivante, a fait son retour pour la saison 2012-2013 et a été maintenu jusqu'à sa disparition définitive en 2016.
Le circuit avait comme particularité de se tenir uniquement dans des villes d'Europe tel que Fürth, Bruges, Rüsselsheim, Gloucester, Hamm, Prague, Gdynia, Anvers, Sofia, Ravenscraig, Fürstenfeldbruck, Rotterdam, Doncaster, Mülheim, Riga, Lisbonne ou encore Gibraltar.
Chaque épreuves étaient ouvertes à 128 participants professionnels et amateurs dans le tableau final, sans compter les participants aux qualifications. Le vainqueur d'un évènement remportait une dotation de 10 000 £.
La dernière épreuve avait eu lieu en 2016, le vainqueur était Mark Selby, il avait battu l'anglais Martin Gould en finale 4 à 1.

## Palmarès

### Epreuve 1
| Année | Vainqueur     | Finaliste        | Score | Saison    | Lieu  |
| ----- | ------------- | ---------------- | ----- | --------- | ----- |
| 2010  | Judd Trump    | Anthony Hamilton | 4-3   | 2010-2011 | Fürth |
| 2012  | Mark Selby    | Joe Swail        | 4-1   | 2012-2013 | Fürth |
| 2013  | John Higgins  | Neil Robertson   | 4-1   | 2013-2014 | Sofia |
| 2014  | Mark Selby    | Mark Allen       | 4-3   | 2014-2015 | Riga  |
| 2015  | Barry Hawkins | Tom Ford         | 4-1   | 2015-2016 | Riga  |

### Epreuve 2
| Année | Vainqueur      | Finaliste     | Score | Saison    | Lieu      |
| ----- | -------------- | ------------- | ----- | --------- | --------- |
| 2010  | Shaun Murphy   | Matthew Couch | 4-2   | 2010-2011 | Bruges    |
| 2012  | Neil Robertson | Jamie Burnett | 4-3   | 2012-2013 | Varsovie  |
| 2013  | Mark Williams  | Mark Selby    | 4-3   | 2013-2014 | Rotterdam |
| 2014  | Mark Allen     | Judd Trump    | 4-3   | 2014-2015 | Fürth     |
| 2015  | Ali Carter     | Shaun Murphy  | 4-3   | 2015-2016 | Fürth     |

### Epreuve 3
| Année | Vainqueur       | Finaliste    | Score | Saison    | Lieu        |
| ----- | --------------- | ------------ | ----- | --------- | ----------- |
| 2010  | Marcus Campbell | Ding Junhui  | 4-0   | 2010-2011 | Rüsselsheim |
| 2012  | Mark Allen      | Mark Selby   | 4-1   | 2012-2013 | Anvers      |
| 2013  | Mark Allen      | Marco Fu     | 4-3   | 2013-2014 | Doncaster   |
| 2014  | Shaun Murphy    | Martin Gould | 4-2   | 2014-2015 | Sofia       |
| 2015  | Rory McLeod     | Tian Pengfei | 4-2   | 2015-2016 | Mülheim     |

### Epreuve 4
| Année | Vainqueur         | Finaliste       | Score | Saison    | Lieu       |
| ----- | ----------------- | --------------- | ----- | --------- | ---------- |
| 2010  | Stephen Lee       | Stephen Maguire | 4-2   | 2010-2011 | Gloucester |
| 2012  | Judd Trump        | John Higgins    | 4-0   | 2012-2013 | Sofia      |
| 2013  | Ronnie O'Sullivan | Gerard Greene   | 4-0   | 2013-2014 | Fürth      |
| 2014  | Shaun Murphy      | Robert Milkins  | 4-0   | 2014-2015 | Mülheim    |
| 2015  | Mark Allen        | Ryan Day        | 4-0   | 2015-2016 | Sofia      |

### Epreuve 5
| Année | Vainqueur       | Finaliste      | Score | Saison    | Lieu        |
| ----- | --------------- | -------------- | ----- | --------- | ----------- |
| 2010  | John Higgins    | Shaun Murphy   | 4-2   | 2010-2011 | Hamm        |
| 2012  | Ding Junhui     | Anthony McGill | 4-2   | 2012-2013 | Ravenscraig |
| 2013  | Mark Allen      | Ding Junhui    | 4-1   | 2013-2014 | Mülheim     |
| 2014  | Stephen Maguire | Matthew Selt   | 4-2   | 2014-2015 | Lisbonne    |
| 2015  | Marco Fu        | Michael White  | 4-1   | 2015-2016 | Gibraltar   |

### Epreuve 6
| Année | Vainqueur      | Finaliste     | Score | Saison    | Lieu             |
| ----- | -------------- | ------------- | ----- | --------- | ---------------- |
| 2010  | Michael Holt   | John Higgins  | 4-3   | 2010-2011 | Prague           |
| 2012  | Mark Selby     | Graeme Dott   | 4-3   | 2012-2013 | Fürstenfeldbruck |
| 2013  | Mark Allen     | Judd Trump    | 4-1   | 2013-2014 | Gloucester       |
| 2015  | Neil Robertson | Mark Williams | 4-0   | 2014-2015 | Gdynia           |
| 2016  | Mark Selby     | Martin Gould  | 4-1   | 2015-2016 | Gdynia           |

### Epreuve 7
| Année | Vainqueur  | Finaliste         | Score | Saison    | Lieu   |
| ----- | ---------- | ----------------- | ----- | --------- | ------ |
| 2013  | Mark Selby | Ronnie O'Sullivan | 4-3   | 2013-2014 | Anvers |

### Epreuve 8
| Année | Vainqueur    | Finaliste      | Score | Saison    | Lieu   |
| ----- | ------------ | -------------- | ----- | --------- | ------ |
| 2014  | Shaun Murphy | Fergal O'Brien | 4-2   | 2013-2014 | Gdynia |